# Serapeum (Pozzuoli)
A pozzuoli Serapeum (vagy Macellum, Szerapisz-templom) a Campi Flegrei vidékének egyik legjelentősebb emléke úgy geológiai, mind pedig régészeti szempontból. A római kori építmény Pozzuoli városának jelképe. Nevét az 1750-ben itt talált Szerápisz szobor után kapta. Az épületet az itt talált szobor alapján kezdetben templomnak vélték, azonban kiderült, hogy tulajdonképpen macellum, azaz vásárcsarnok volt és mint ilyen, az egyik legjobb állapotban fennmaradt hasonló rendeltetésű építmény Olaszország területén. Jellegzetessége három afrikai márványoszlop, amelyek a partszakasz süllyedő-emelkedő mozgását bizonyítják. Az i. e. 1 században épültek, majd az egész területtel együtt a víz alá kerültek. Ezt a rajtuk levő sötét sáv bizonyítja, amelyet a tengervíz és a fúrókagylók nyoma okozott. A 19. század utolsó évtizedeiben ismét teljesen szárazra kerültek. A fúrókagylók nyomai alapján megállapítható, hogy a tenger vize a legmagasabban 5,71 méternyire lepte el az épületegyüttest.

## Építésének története
Az épületet két szakaszban építették: először megépült maga a tér és az azt körülölelő porticus, valamint az e mögött elhelyezkedő üzletek. Ezek az 1. századból származnak, a Flavius-dinasztia uralkodásának idejéből. A középső, kör alakú épület és a város felőli oldalon álló félkör alakú csarnokrész a 2. században, az Antonius-császárok uralkodásának idejében épült. A 19. század elején még álltak az épületegyütteshez tartozó nyilvános illemhelyek is. A négyszögletű belső tér közepén megmaradtak a csaknem 19 méter átmérőjű kör alaprajzú épület márvánnyal borított emelvényének, tizenhat körbefutó oszlopának valamint az épület közepén álló kútnak a maradványai. 
A későbbiekben fürdőépületekké átalakított üzletsorban egy kis múzeum van berendezve, az Antiquario Flegreo, amelyben a Pozzuoliból és környékéről begyűjtött római szobrok vannak kiállítva.